# Prima datorie
„Prima datorie” (titlu original: „The First Duty”) este al 19-lea episod din al cincilea sezon al serialului TV american științifico-fantastic Star Trek: Generația următoare și al 119-lea episod în total. A avut premiera la 30 martie 1992.
Episodul a fost regizat de Paul Lynch după un scenariu de Ronald D. Moore și Naren Shankar.  Invitat special este Ray Walston în rolul lui Boothby. 

## Prezentare
Wesley Crusher este anchetat la Academia Flotei Stelare în urma unui accident din timpul antrenamentelor de zbor.

## Actori ocazionali
- Wil Wheaton - Wesley Crusher
- Ray Walston - Boothby
- Robert Duncan McNeill - Nicholas Locarno
- Ed Lauter - Lt. Cmdr. Albert
- Richard Fancy - Capt. Satelk
- Jacqueline Brookes - Admiral Brand
- Walker Brandt - Jean Hajar
- Shannon Fill - Sito Jaxa